# Дружноселье (Гатчинский район)
Дружносе́лье — посёлок в Гатчинском муниципальном округе Ленинградской области.

## История
С 1842 по 1871 год в имении действовала домовая православная церковь во имя святой мученицы Стефаниды Дамасской, имущество которой после закрытия было передано в храм в Орлине и местную, каменную часовню.

ДРУЖНОСЕЛЬЕ — мыза владельческая при колодце, число дворов — 1, число жителей: 19 м. п., 29 ж. п.; Церковь православная. Римско-католический костёл. Богадельня. (1862 год)

Согласно материалам по статистике народного хозяйства Царскосельского уезда 1888 года имения Дружноселье, Вырица и Белягорка общей площадью 16 426 десятины принадлежали князю П. Л. Витгенштейн-Сайн-Берлебургу. Охоту, мельницу, 3 дачи, пивоваренный завод, ягодный огород и фруктовые сараи хозяин сдавал в аренду. Кроме того ему принадлежал паровой лесопильный завод.
В конце XIX — начале XX века мыза административно относилась к Рождественской волости 2-го стана Царскосельского уезда Санкт-Петербургской губернии.
По данным «Памятной книжки Санкт-Петербургской губернии» за 1905 год мыза Дружноселье площадью 13 310 десятин принадлежала светлейшему князю Фёдору Львовичу Витгенштейну. 
В 1911 году в Дружноселье была построена деревянная православная церковь во имя Пресвятой Троицы. Снесена в 1980-х годах.
В 1920 году население посёлка составляло 624 чел. (218 муж., 406 жен.), в 1923 — 547 чел. (252 муж., 295 жен.).
Согласно областным административным данным на 1924 год в Меженском сельсовете Рождественской волости Гатчинского уезда существовали: деревня и совхоз Дружноселье, посёлок Дружноселье находился в Ново-Сиверском сельсовете той же волости.
1 мая 1930 года посёлок Дружноселье был преобразован в дачный посёлок.

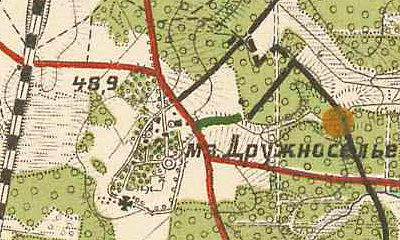
План мызы Дружноселье. 1913 год
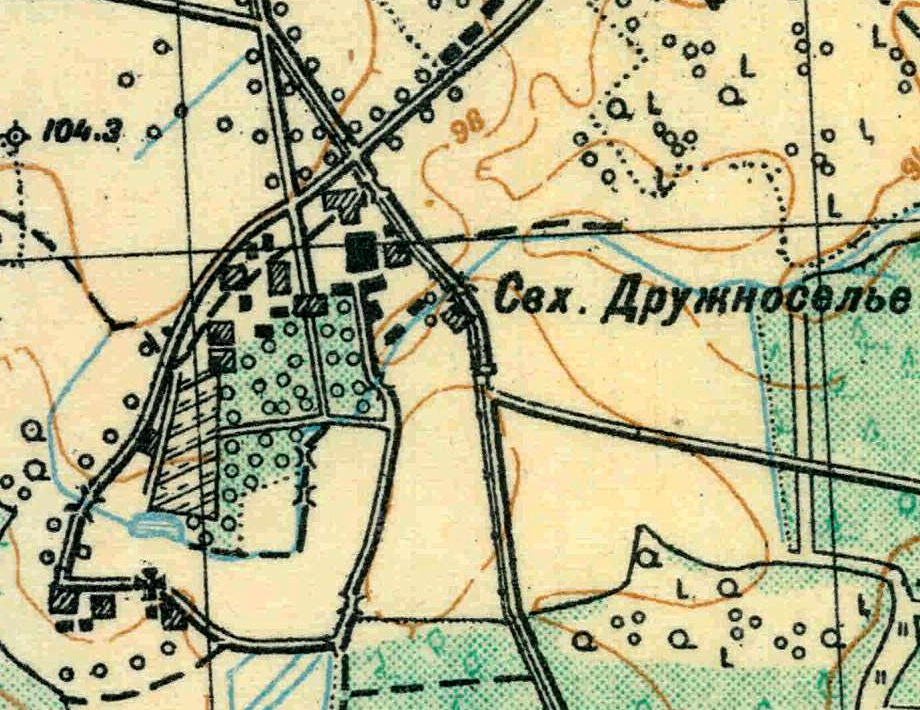
План посёлка Дружноселье. 1931 год

1 ноября 1938 года дачный посёлок Дружноселье вошёл в состав рабочего посёлка Сиверский.
C 31 июля 1941 года по 31 декабря 1943 года деревня и совхоз Дружноселье находились в оккупации.
С 1957 года — в Сиверском поселковом совете.
В 1958 году население деревни Дружноселье составляло 424 человека.
По данным 1966, 1973 и 1990 годов посёлок Дружноселье находился в административном подчинении Сиверского поселкового совета.
По данным 1973 года в посёлке Дружноселье располагалось подсобное хозяйство «Дружноселье».
В 1997 году в посёлке проживали 1337 человек, в 2002 году — 1117 человек (русские — 95%), в 2007 году — 1337.

## География
Посёлок расположен в юго-западной части района на автодороге 41К-099 (Сиверский — Куровицы).
Расстояние до административного центра поселения, посёлка городского типа Сиверский — 4 км.
Посёлок находится к востоку от железнодорожной платформы Лампово и станции Сиверская.

## Демография
| 1862 | 2007  | 2010  | 2017  |
| ---- | ----- | ----- | ----- |
| 48   | ↗1337 | ↗1437 | ↘1302 |

### Национальный состав
Согласно данным Всероссийской переписи населения 2021 года в посёлке проживали 339 человек, из них:
русские — 313, татары — 5, цыгане — 5, украинцы — 3, азербайджанцы — 1, киргизы — 1, узбеки — 1, другие национальности — 1 человек, остальные национальность не указали.

## Предприятия и организации
- Психиатрическая больница
- Туберкулёзная больница
- Дружносельское лесничество

## Транспорт
От Сиверского до Дружноселья можно доехать на автобусах №№ 120-Т, 505, 506, 506А, 507.

## Достопримечательности и памятники
- Родовая мыза князей Витгенштейн (усадьба «Дружноселье»). В XIX веке на территории усадьбы располагалась часовня, в которой, в частности, были похоронены родственники Витгенштейнов — генерал-лейтенант И. С. Горголи, участник наполеоновских войн, полицмейстер Санкт-Петербурга, и его супруга. В настоящее время в каменной богадельне на территории усадьбы располагается туберкулёзная больница.
- Деревянный усадебный дом Витгенштейнов. В некоторых источниках называется домом однодворца или домом управляющего имением[20]
- Костёл Святой Стефании (недействующий), поставленный над могилой Стефании Радзивилл, жены владельца усадьбы князя Л. П. Витгенштейна, рано умершей от скоротечной чахотки. Архитектор А. П. Брюллов, 1834 год[21]
- Памятник на месте захоронения свыше 4000 советских граждан, погибших от рук фашистов в годы Великой Отечественной войны. В числе захороненных — герои документальной повести Бориса Гусева «Подвиг разведчицы» Валя Олешко, Лена Микерова, Валя Гусарова, Михаил Лебедев и другие[22].

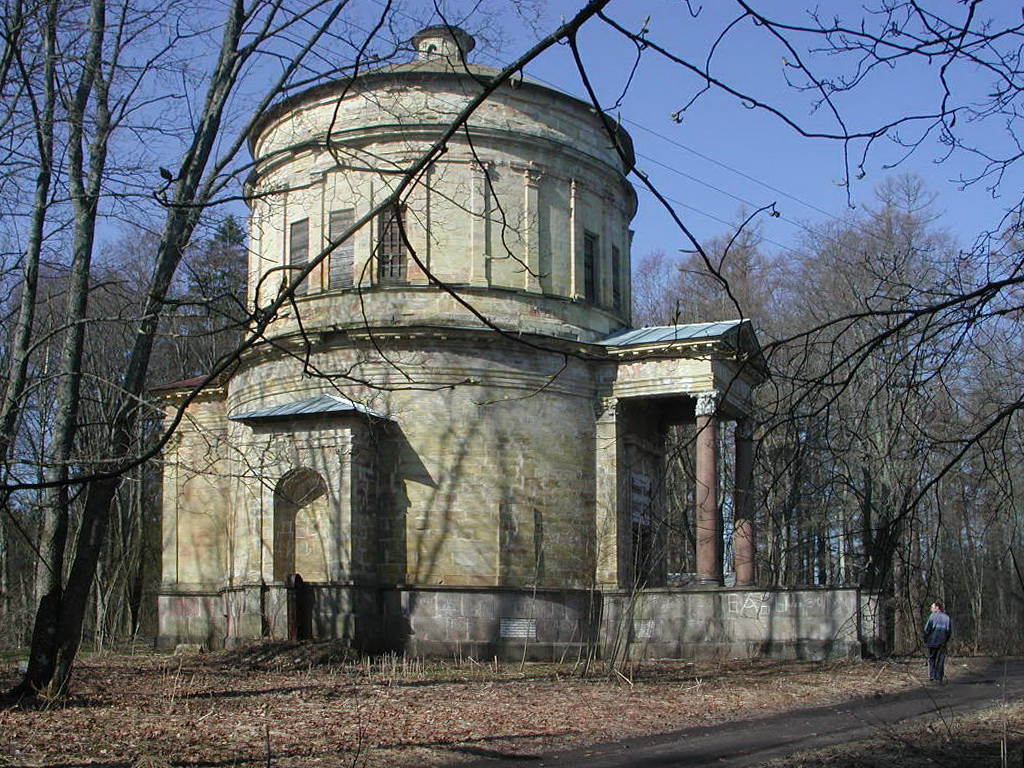
Костёл Святой Стефании над фамильным склепом в усадьбе Витгенштейна
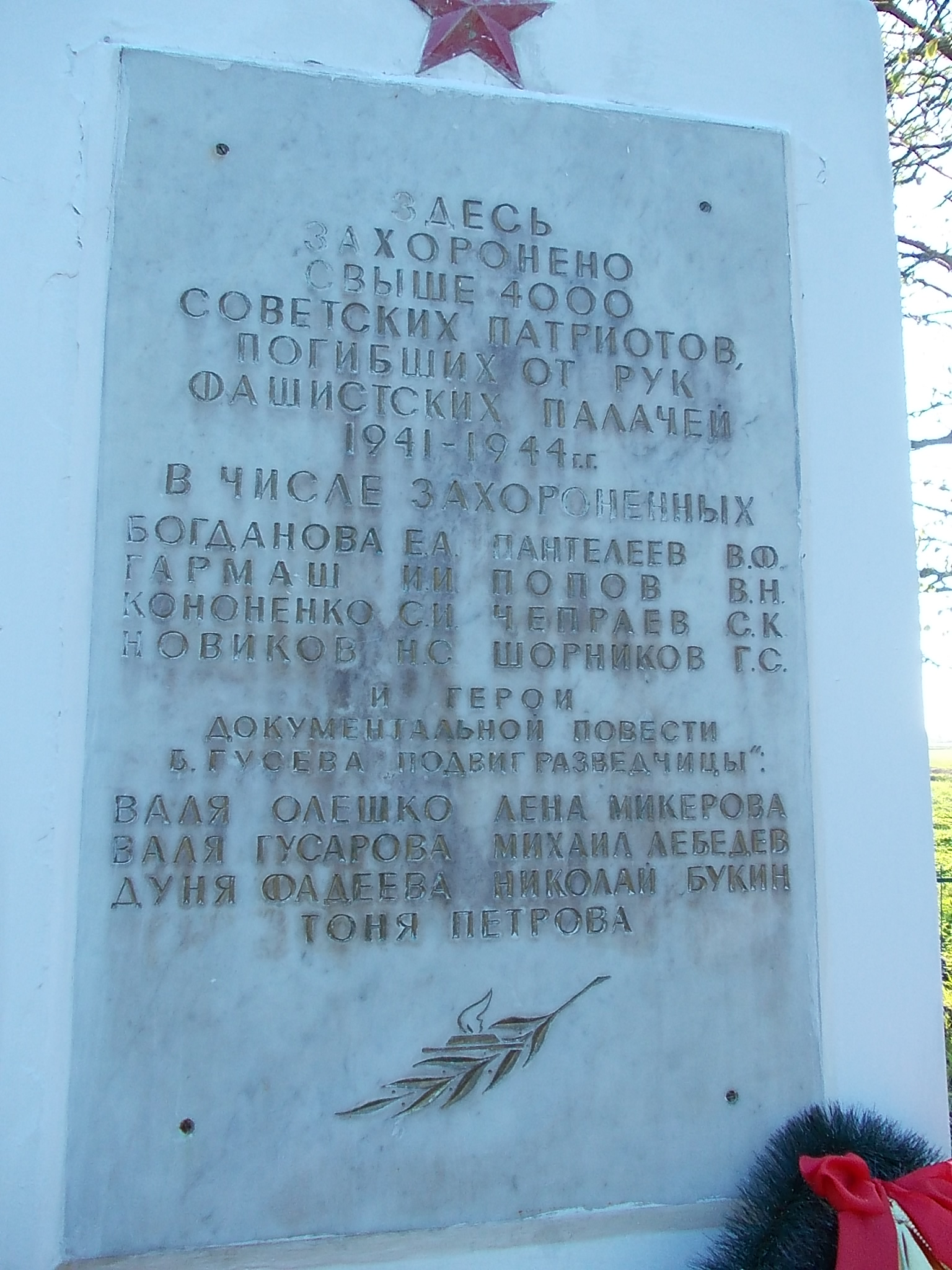
Мемориальная доска памятника в п. Дружноселье
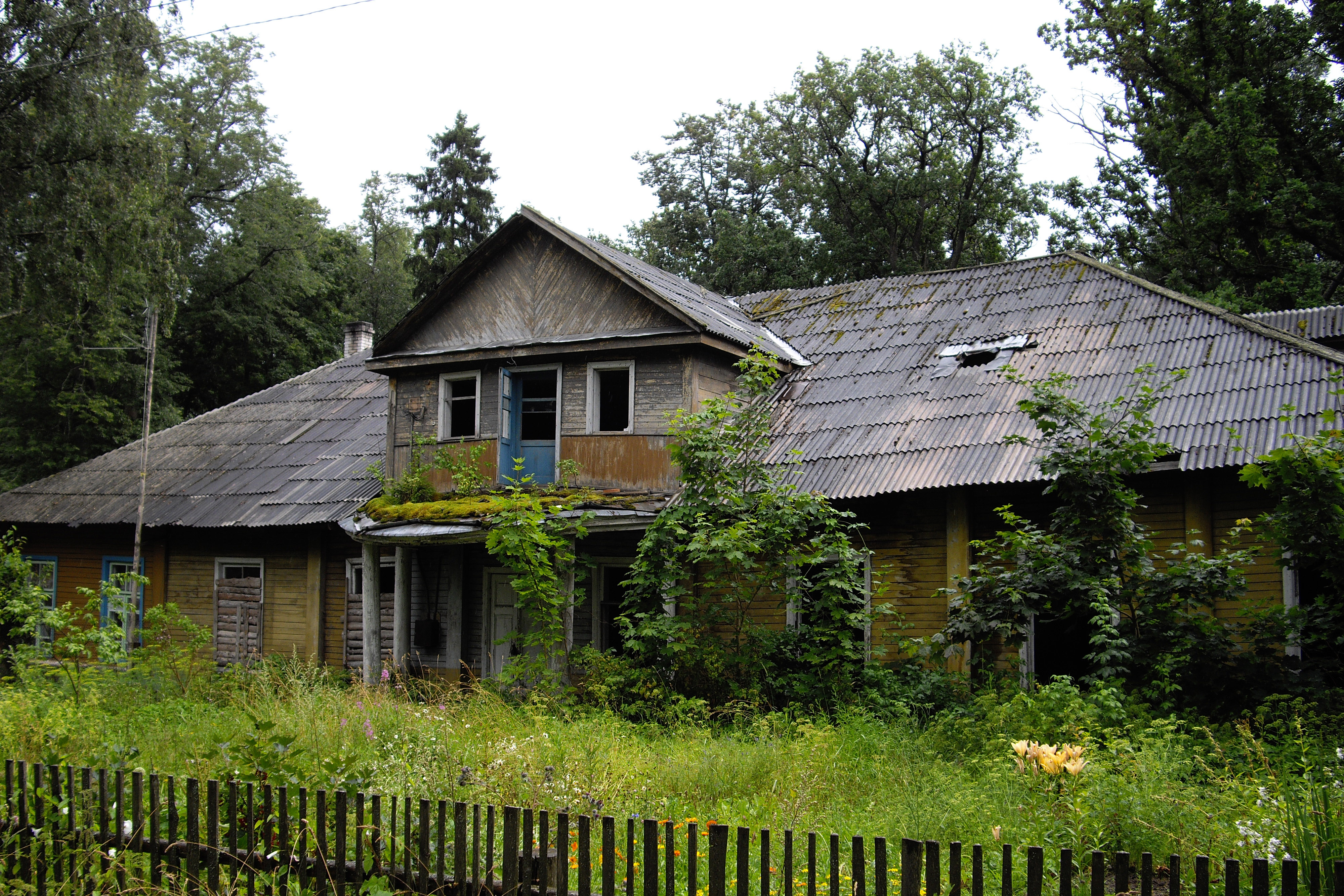
Усадебный дом

## Улицы
Вали Олешко, Вишнёвая, ДПБ, Зелёная, Карьерная, Протасовка, Садовая, Цветочная.